# Hektary (województwo świętokrzyskie)
Hektary – kolonia w Polsce położona w województwie świętokrzyskim, w powiecie jędrzejowskim, w gminie Słupia.
W latach 1975–1998 miejscowość administracyjnie należała do województwa kieleckiego.

Wieś na południe od Moskorzewa do drogi krajowej nr 78 dojazd ok. 3 km.